# FC Twente in het seizoen 1971/72
Het seizoen 1971/1972 was het zevende jaar in het bestaan van de Nederlandse voetbalclub FC Twente. De Tukkers kwamen uit in de Nederlandse Eredivisie en namen deel aan het toernooi om de KNVB beker.

## Selectie
Voor het zesde achtereenvolgende jaar was Kees Rijvers trainer van FC Twente. Hij werd net als in de voorgaande seizoenen geassisteerd door oud-speler Spitz Kohn.
Issy ten Donkelaar was vertrokken naar SC Heracles. In oktober 1971 vertrokken tevens de Hongaren Antal Nagy en István Kenderesi. Beiden waren ontevreden over de weinige speeltijd die ze kregen. FC Twente trok onder andere Joop Wildbret (afkomstig van HVC) en de 17-jarige Roel Brinks (afkomstig van SC Drente) aan. Dick Smink (afkomstig van DOS '19) startte het seizoen als derde doelman en was na het vertrek van Kenderesi reserve achter Piet Schrijvers.

## Seizoensverloop
Net als in het voorgaande seizoen kwam FC Twente niet alleen moeizaam tot scoren, maar kreeg de club ook weinig doelpunten tegen. De dertien tegendoelpunten waren een verbetering van de achttien doelpunten die Twente in seizoen 1970/71 had moeten incasseren en daarmee een Eredivisierecord. In 24 van de 34 wedstrijden hielden Piet Schrijvers (23 wedstrijden) en Dick Smink (één wedstrijd) hun doel schoon. Negen wedstrijden eindigden in 0-0.
Topscorer aan Twentse kant werd René van de Kerkhof (tien doelpunten). Kick van der Vall kwam tot acht doelpunten en Willy van de Kerkhof tot zes doelpunten. Centrumspits Jan Jeuring schoot slechts drie keer raak. Op de ranglijst kwam FC Twente nooit hoger dan een derde plaats, een positie die na negen speelronden voor het eerst bereikt werd. Hierna was het stuivertje wisselen met directe concurrent Sparta Rotterdam. Twente eindigde de competitie als derde, op vijftien punten achterstand van landskampioen Ajax en op zeven punten van Feyenoord. Sparta eindigde op twee punten achterstand als vierde en FC Den Haag werd op vier punten vijfde. Met de derde plaats werd plaatsing voor de UEFA Cup 1972/73 afgedwongen.
In de strijd om de KNVB beker werd FC Twente reeds in de eerste ronde uitgeschakeld. In een uitwedstrijd tegen Fortuna SC werd met 1-0 verloren.
| 16 |

| 11 |

| 10 |

| 7 |

| 8 |

| 5 |

| 6 |

| 4 |

| 3 |

| 4 |

| 4 |

| 4 |

| 3 |

| 4 |

| 3 |

| 3 |

| 3 |

| 4 |

| 4 |

| 4 |

| 4 |

| 4 |

| 3 |

| 3 |

| 3 |

| 3 |

| 3 |

| 3 |

| 4 |

| 4 |

| 4 |

| 3 |

| 3 |

| 3 |

| winst | gelijk | verlies |

| 16 |

| 11 |

| 10 |

| 7 |

| 8 |

| 5 |

| 6 |

| 4 |

| 3 |

| 4 |

| 4 |

| 4 |

| 3 |

| 4 |

| 3 |

| 3 |

| 3 |

| 4 |

| 4 |

| 4 |

| 4 |

| 4 |

| 3 |

| 3 |

| 3 |

| 3 |

| 3 |

| 3 |

| 4 |

| 4 |

| 4 |

| 3 |

| 3 |

| 3 |

| winst | gelijk | verlies |

## Statistieken

### Eredivisie 1971/72
| | |               |                                                                                             | |
| 15 augustus 1971 | FC Twente | 0 - 2 (0 - 1) | AFC Ajax                                                                                    | Opstelling FC Twente: |
| Stadion Het Diekman 25.000 toeschouwers Leo van der Kroft | |               | 40' Ruud Suurendonk 54' Dick van Dijk                                                       | Schrijvers, Van Ierssel, Drost, De Vries, Oranen (65' Van der Vall), Wildbret (55' R. van de Kerkhof), Notten, Huve, Pahlplatz, Jeuring, Achterberg               |
| | |               |                                                                                             | |
| 22 augustus 1971 | Vitesse | 0 - 1 (0 - 0) | FC Twente                                                                                   | Opstelling FC Twente: |
| Nieuw-Monnikenhuize 19.000 toeschouwers Arie van Gemert | |               | 68' René Notten (p)                                                                         | Schrijvers, Van Ierssel, Drost, De Vries, Oranen, Wildbret (W. van de Kerkhof), Notten, Huve, Pahlplatz (Streuer), Jeuring, Achterberg                            |
| | |               |                                                                                             | |
| 29 augustus 1971 | FC Den Haag | 0 - 0         | FC Twente                                                                                   | Opstelling FC Twente: |
| Zuiderpark Stadion 18.000 toeschouwers Jan Keizer | |               |                                                                                             | Schrijvers, Van Ierssel, Drost, De Vries, Oranen, W. van de Kerkhof, Notten, Huve (70' Van der Vall), Pahlplatz, Jeuring, R. van de Kerkhof (54' Achterberg)      |
| | |               |                                                                                             | |
| 5 september 1971 | FC Twente | 1 - 0 (1 - 0) | Sparta                                                                                      | Opstelling FC Twente: |
| Stadion Het Diekman 16.000 toeschouwers Theo Boosten | Jan Jeuring 25' |               |                                                                                             | Schrijvers, Van Ierssel, Drost, De Vries (66' Nagy), Oranen, W. van de Kerkhof, Huve, Notten, Pahlplatz, Jeuring, R. van de Kerkhof (46' Van der Vall)            |
| | |               |                                                                                             | |
| 12 september 1971 | Excelsior | 0 - 0         | FC Twente                                                                                   | Opstelling FC Twente: |
| Stadion Woudestein 4.000 toeschouwers Arie van Gemert | |               |                                                                                             | Schrijvers, Van Ierssel, Drost, De Vries, Oranen, W. van de Kerkhof, Notten (65' Nagy), Huve (46' Van der Vall), Pahlplatz, Jeuring, R. van de Kerkhof            |
| | |               |                                                                                             | |
| 19 september 1971 | FC Twente | 4 - 2 (3 - 1) | FC Groningen                                                                                | Opstelling FC Twente: |
| Stadion Het Diekman 12.000 toeschouwers Ad Boogaerts | Willem de Vries 26' René van de Kerkhof 29' Kick van der Vall 32' Benno Huve 87'                                                               |               | 35' Bjarne Jensen 85' Piet Fransen                                                          | Kenderesi, Van Ierssel, Drost, De Vries, Oranen, W. van de Kerkhof, Van der Vall, Huve, Pahlplatz, Jeuring, R. van de Kerkhof                                     |
| | |               |                                                                                             | |
| 26 september 1971 | NAC | 0 - 0         | FC Twente                                                                                   | Opstelling FC Twente: |
| NAC-Stadion 10.000 toeschouwers Jef Dorpmans | |               |                                                                                             | Schrijvers, Van Ierssel, Drost, De Vries, Oranen, W. van de Kerkhof, Van der Vall (60' Achterberg), Huve, Pahlplatz, Jeuring, R. van de Kerkhof (68' Wildbret)    |
| | |               |                                                                                             | |
| 3 oktober 1971 | FC Twente | 2 - 0 (1 - 0) | PSV                                                                                         | Opstelling FC Twente: |
| Stadion Het Diekman 17.000 toeschouwers Henk Pijper | Willem de Vries 22' Willy van de Kerkhof 82'                                                                                                   |               |                                                                                             | Schrijvers, Van Ierssel, Drost, De Vries, Oranen, W. van de Kerkhof, Notten, Huve, Pahlplatz, Jeuring, R. van de Kerkhof (69' Achterberg)                         |
| | |               |                                                                                             | |
| 17 oktober 1971 | N.E.C. | 0 - 2 (0 - 1) | FC Twente                                                                                   | Opstelling FC Twente: |
| Stadion De Goffert 15.000 toeschouwers Leo van der Kroft | |               | 18' Ton Kamps (ed) 53' René van de Kerkhof                                                  | Schrijvers, Van Ierssel, Drost, De Vries, Oranen, W. van de Kerkhof (79' Wildbret), Notten, Huve, Pahlplatz, Jeuring, R. van de Kerkhof                           |
| | |               |                                                                                             | |
| 24 oktober 1971 | FC Twente | 0 - 0         | DWS                                                                                         | Opstelling FC Twente: |
| Stadion Het Diekman 15.000 toeschouwers Lau van Ravens | |               |                                                                                             | Schrijvers, Van Ierssel, Drost, De Vries, Oranen, W. van de Kerkhof (63' Achterberg), Notten, Huve, Pahlplatz, Jeuring, R. van de Kerkhof                         |
| - René Notten miste in de tweede helft een strafschop. | |               |                                                                                             | |
| | |               |                                                                                             | |
| 31 oktober 1971 | Go Ahead Eagles | 1 - 4 (0 - 3) | FC Twente                                                                                   | Opstelling FC Twente: |
| De Adelaarshorst 21.000 toeschouwers Jef Dorpmans | Gerrie de Winkel 50' |               | 27' Willy van de Kerkhof 36' René van de Kerkhof 43' Theo Pahlplatz 70' René van de Kerkhof | Schrijvers, Van Ierssel, Drost, De Vries, Oranen, W. van de Kerkhof, Notten, Huve, Pahlplatz, Jeuring (17' Achterberg), R. van de Kerkhof                         |
| | |               |                                                                                             | |
| 7 november 1971 | FC Twente | 2 - 0 (1 - 0) | MVV                                                                                         | Opstelling FC Twente: |
| Stadion Het Diekman 13.000 toeschouwers Janus Aalbrecht | Kick van der Vall 3' Willy van de Kerkhof 76'                                                                                                  |               |                                                                                             | Schrijvers, Van Ierssel, Drost, De Vries, Achterberg, Notten (75' Wildbret), Van der Vall (67' Streuer), Huve, W. van de Kerkhof, Pahlplatz, R. van de Kerkhof    |
| | |               |                                                                                             | |
| 14 november 1971 | Feyenoord | 0 - 1 (0 - 0) | FC Twente                                                                                   | Opstelling FC Twente: |
| Stadion Feijenoord 58.000 toeschouwers Leo van der Kroft | |               | 84' Willy van de Kerkhof                                                                    | Schrijvers, Van Ierssel, Drost, De Vries, Oranen, Achterberg, Notten, Huve (79' Van der Vall), W. van de Kerkhof, Pahlplatz, R. van de Kerkhof                    |
| - FC Twente bracht Feyenoord de eerste thuisnederlaag sinds 1967 toe en steeg daardoor naar een derde plaats op de ranglijst, op drie punten van Ajax en op één punt van Feyenoord.                                                                                | |               |                                                                                             | |
| | |               |                                                                                             | |
| 21 november 1971 | FC Twente | 0 - 1 (0 - 0) | FC Utrecht                                                                                  | Opstelling FC Twente: |
| Stadion Het Diekman 15.500 toeschouwers Charles Corver | |               | 56' John Steen Olsen                                                                        | Schrijvers, Van Ierssel, Drost, De Vries, Oranen, Achterberg, Notten (74' Wildbret), Huve, W. van de Kerkhof, Pahlplatz, R. van de Kerkhof (46' Van der Vall)     |
| | |               |                                                                                             | |
| 28 november 1971 | Telstar | 0 - 2 (0 - 1) | FC Twente                                                                                   | Opstelling FC Twente: |
| Sportpark Schoonenberg 8.500 toeschouwers Joop Vervoort | |               | 34' Theo Pahlplatz 82' Kees van Ierssel                                                     | Schrijvers, Van Ierssel, Drost, De Vries, Oranen, W. van de Kerkhof, Notten, Huve, Pahlplatz, Jeuring, R. van de Kerkhof                                          |
| | |               |                                                                                             | |
| 5 december 1971 | FC Twente | 4 - 0 (3 - 0) | Volendam                                                                                    | Opstelling FC Twente: |
| Stadion Het Diekman 11.000 toeschouwers Frans Derks | Kees van Ierssel 5' René Notten 19' Kick van der Vall (p) 43' René Notten 77'                                                                  |               |                                                                                             | Schrijvers, Van Ierssel, Drost, De Vries, Oranen (83' Achterberg), Notten, Van der Vall, Huve, W. van de Kerkhof, Jeuring (70' Pirard), R. van de Kerkhof         |
| | |               |                                                                                             | |
| 12 december 1971 | FC Den Bosch | 0 - 0         | FC Twente                                                                                   | Opstelling FC Twente: |
| Stadion De Vliert 8.500 toeschouwers Jan Beck | |               |                                                                                             | Schrijvers, Van Ierssel, Drost, De Vries, Oranen, W. van de Kerkhof, Notten, Huve (56' Van der Vall), Pahlplatz, Jeuring (61' Achterberg), R. van de Kerkhof      |
| - FC Twente speelde voor de vijfde keer 0-0. Op de helft van de competitie stond de club op een derde plaats, zes punten achter Ajax en vier punten achter Feyenoord.                                                                                              | |               |                                                                                             | |
| | |               |                                                                                             | |
| 18 december 1971 | AFC Ajax | 1 - 0 (0 - 0) | FC Twente                                                                                   | Opstelling FC Twente: |
| Stadion De Meer 31.000 toeschouwers Jan Keizer | Arie Haan 60' |               |                                                                                             | Schrijvers, Van Ierssel, Drost, De Vries, Oranen, W. van de Kerkhof (69' Achterberg), Huve (76' Van der Vall), Notten, Pahlplatz, Jeuring, R. van de Kerkhof      |
| | |               |                                                                                             | |
| 2 januari 1972 | FC Twente | 0 - 0         | Vitesse                                                                                     | Opstelling FC Twente: |
| Stadion Het Diekman 11.500 toeschouwers Theo Boosten | |               |                                                                                             | Schrijvers, Van Ierssel, De Vries, Huve, Oranen, Notten, Van der Vall, W. van de Kerkhof, Pahlplatz, Jeuring, R. van de Kerkhof                                   |
| | |               |                                                                                             | |
| 16 januari 1972 | FC Twente | 0 - 0         | FC Den Haag                                                                                 | Opstelling FC Twente: |
| Stadion Het Diekman 12.000 toeschouwers Jef Dorpmans | |               |                                                                                             | Schrijvers, Van Ierssel, Drost, Achterberg, Oranen, Wildbret (15' R. van de Kerkhof), Van der Vall, Notten (61' Calot), W. van de Kerkhof, Jeuring, Pahlplatz     |
| | |               |                                                                                             | |
| 22 februari 1972 | FC Groningen | 0 - 1 (0 - 1) | FC Twente                                                                                   | Opstelling FC Twente: |
| Stadion Oosterpark 12.000 toeschouwers Arie van Gemert | |               | 17' Willy van de Kerkhof                                                                    | Schrijvers, Van Ierssel, Drost, De Vries, Oranen, Wildbret, Van der Vall, Achterberg, W. van de Kerkhof (Notten), Jeuring, Pahlplatz                              |
| | |               |                                                                                             | |
| 27 februari 1972 | Sparta | 1 - 1 (1 - 0) | FC Twente                                                                                   | Opstelling FC Twente: |
| Het Kasteel 16.000 toeschouwers Leo van der Kroft | Nol Heijerman 35' |               | 58' Willy van de Kerkhof                                                                    | Schrijvers, Van Ierssel, Drost (29' Notten), De Vries, Oranen (43' R. van de Kerkhof), Wildbret, Van der Vall, Achterberg, W. van de Kerkhof, Jeuring, Pahlplatz  |
| | |               |                                                                                             | |
| 5 maart 1972 | FC Twente | 3 - 0 (1 - 0) | Excelsior                                                                                   | Opstelling FC Twente: |
| Stadion Het Diekman 8.500 toeschouwers Theo Boosten | Joop Wildbret 42' René van de Kerkhof 71' Theo Pahlplatz 90'                                                                                   |               |                                                                                             | Schrijvers, W. van de Kerkhof, Van Ierssel, De Vries, Notten, Wildbret, Van der Vall, Achterberg, R. van de Kerkhof, Jeuring, Pahlplatz                           |
| | |               |                                                                                             | |
| 12 maart 1972 | FC Twente | 5 - 1 (1 - 0) | NAC                                                                                         | Opstelling FC Twente: |
| Stadion Het Diekman 8.500 toeschouwers Lau van Ravens | Kick van der Vall 21' René van de Kerkhof 54' Kick van der Vall 68' Jan Jeuring 75' Theo Pahlplatz 80'                                         |               | 87' Piet van Dijk                                                                           | Schrijvers, W. van de Kerkhof, Van Ierssel, De Vries, Notten, Wildbret, Van der Vall, Achterberg, R. van de Kerkhof, Jeuring, Pahlplatz                           |
| | |               |                                                                                             | |
| 19 maart 1972 | PSV | 0 - 0         | FC Twente                                                                                   | Opstelling FC Twente: |
| Philips Stadion 15.000 toeschouwers Henk Pijper | |               |                                                                                             | Schrijvers, W. van de Kerkhof, Van Ierssel, De Vries, Notten, Wildbret, Van der Vall, Achterberg, R. van de Kerkhof, Jeuring, Pahlplatz                           |
| | |               |                                                                                             | |
| 26 maart 1972 | FC Twente | 1 - 1 (1 - 1) | N.E.C.                                                                                      | Opstelling FC Twente: |
| Stadion Het Diekman 11.500 toeschouwers Charles Corver | Willem de Vries 43' |               | 33' Frans Thijssen                                                                          | Schrijvers, W. van de Kerkhof, Van Ierssel, De Vries, Notten (70' Streuer), Wildbret, Van der Vall, Achterberg, R. van de Kerkhof (46' Drost), Jeuring, Pahlplatz |
| | |               |                                                                                             | |
| 3 april 1972 | DWS | 1 - 1 (0 - 1) | FC Twente                                                                                   | Opstelling FC Twente: |
| Olympisch Stadion 5.000 toeschouwers Lau van Ravens | Rob Bianchi (p) 80' |               | 7' Eddy Achterberg                                                                          | Schrijvers, Van Ierssel, Drost, De Vries, Oranen, Wildbret, Van der Vall (70' R. van de Kerkhof), Achterberg, W. van de Kerkhof, Jeuring, Pahlplatz               |
| | |               |                                                                                             | |
| 9 april 1972 | FC Twente | 4 - 0 (3 - 0) | Go Ahead Eagles                                                                             | Opstelling FC Twente: |
| Stadion Het Diekman 14.500 toeschouwers Arie van Gemert | René van de Kerkhof 28' René van de Kerkhof 39' Kick van der Vall 41' Kick van der Vall (p) 78'                                                |               |                                                                                             | Schrijvers, W. van de Kerkhof, Van Ierssel, De Vries, Oranen, Van der Vall (46' Wildbret), Achterberg, Notten, R. van de Kerkhof, Jeuring, Pahlplatz (28' Drost)  |
| - Scheidsrechter Van Gemert viel in de 31e minuut geblesseerd uit en werd vervangen door grensrechter Jack Kooistra. | |               |                                                                                             | |
| | |               |                                                                                             | |
| 16 april 1972 | MVV | 1 - 1 (0 - 1) | FC Twente                                                                                   | Opstelling FC Twente: |
| Geusselt 3.000 toeschouwers Henk Geurens | Willy Brokamp 77' |               | 3' Jan Jeuring                                                                              | Schrijvers, Van Ierssel, Drost, Bruggink, Oranen, Van der Vall, Wildbret (46' Streuer), Notten, R. van de Kerkhof, Jeuring, W. van de Kerkhof                     |
| | |               |                                                                                             | |
| 23 april 1972 | FC Twente | 1 - 0 (0 - 0) | Feyenoord                                                                                   | Opstelling FC Twente: |
| Stadion Het Diekman 22.000 toeschouwers Leo van der Kroft | Ferry Pirard 79' |               |                                                                                             | Smink, Van Ierssel, Drost, De Vries, Oranen, W. van de Kerkhof, Van der Vall, Notten, R. van de Kerkhof, Jeuring, Pahlplatz (79' Pirard)                          |
| - Doelverdediger Piet Schrijvers was door de tuchtcommissie van de KNVB naar aanleiding van een overtreding in de wedstrijd tegen MVV voor twee wedstrijden geschorst.                                                                                             | |               |                                                                                             | |
| | |               |                                                                                             | |
| 30 april 1972 | FC Utrecht | 1 - 1 (0 - 0) | FC Twente                                                                                   | Opstelling FC Twente: |
| Stadion Galgenwaard 10.000 toeschouwers Joop Vervoort | Leo van Veen 72' |               | 50' Willem de Vries                                                                         | Smink, Van Ierssel, Drost, De Vries, Oranen, W. van de Kerkhof, Van der Vall, Notten, Pirard, Jeuring, R. van de Kerkhof                                          |
| | |               |                                                                                             | |
| 7 mei 1972 | FC Twente | 1 - 0 (1 - 0) | Telstar                                                                                     | Opstelling FC Twente: |
| Stadion Het Diekman 9.500 toeschouwers Theo Boosten | Theo Pahlplatz 40' |               |                                                                                             | Schrijvers, Van Ierssel, Drost, De Vries, Oranen, W. van de Kerkhof, Van der Vall, Notten, R. van de Kerkhof, Jeuring, Pahlplatz (46' Pirard)                     |
| | |               |                                                                                             | |
| 14 mei 1972 | Volendam | 0 - 0         | FC Twente                                                                                   | Opstelling FC Twente: |
| Sportpark Volendam 4.500 toeschouwers Lau van Ravens | |               |                                                                                             | Schrijvers, Van Ierssel, Drost, De Vries, Oranen (Streuer), W. van de Kerkhof, Van der Vall, Notten, Pirard (Wildbret), Jeuring, R. van de Kerkhof                |
| | |               |                                                                                             | |
| 22 mei 1972 | FC Twente | 7 - 0 (5 - 0) | FC Den Bosch                                                                                | Opstelling FC Twente: |
| Stadion Het Diekman 11.000 toeschouwers Ben Hoppenbouwer | Kick van der Vall 15' René Notten 17' Willem de Vries 32' René Notten 41' René van de Kerkhof 43' René van de Kerkhof 70' Kees van Ierssel 90' |               |                                                                                             | Schrijvers, Van Ierssel, Drost, De Vries, Oranen, Wildbret, Van der Vall, Notten, W. van de Kerkhof, Jeuring (72' Pirard), R. van de Kerkhof                      |
| - De vertrekkende trainer Kees Rijvers ging na afloop van de wedstrijd op de schouders van de spelers. Hij zal in seizoen 1972/73 worden opgevolgd door zijn assistent Spitz Kohn. FC Twente plaatste zich door de derde plaats in de competitie voor de UEFA Cup. | |               |                                                                                             | |
| | |               |                                                                                             | |

### KNVB beker 1971/72
| |                       |               |           | |
| 9 januari 1972 | Fortuna SC            | 1 - 0 (1 - 0) | FC Twente | Opstelling FC Twente: |
| De Baandert 8.000 toeschouwers Lau van Ravens | Kalle Oranen (ed) 31' |               |           | Schrijvers, Van Ierssel, Drost, De Vries, Oranen, W. van de Kerkhof (Wildbret), Van der Vall, Huve (Notten), Pahlplatz, Jeuring, R. van de Kerkhof |
| - Door de 1-0-nederlaag tegen eerstedivisionist Fortuna eindigde het bekertoernooi voor FC Twente in dit seizoen reeds in de eerste ronde. Verdediger Oranen werkte een schot van Fortuna-aanvaller Jo Geyselaers in het eigen doel. |                       |               |           | |
| |                       |               |           | |

Ajax ·
FC Den Bosch '67 ·
DWS ·
Excelsior ·
Feyenoord ·
Go Ahead Eagles ·
FC Groningen ·
FC Den Haag-ADO ·
MVV ·
NAC ·
N.E.C. ·
PSV ·
Sparta ·
Telstar ·
FC Twente '65 ·
FC Utrecht ·
Vitesse ·
Volendam